# Acura Integra
La Honda Integra, ou Acura Integra, est une berline compacte du constructeur automobile japonais Honda produite entre 1986 et 2001 sous le nom Integra aux États-Unis, puis entre 2002 et 2007 sous le nom Acura RSX. Au Japon, la voiture est produite uniquement sous le nom Integra.

## 1regénération(1986-1989)

### AV, DA1-DA3
Elle est lancée au Japon en 1985 pour remplacer la Quint. Ce n'est qu'un an plus tard qu'elle débarque aux États-Unis sous le logo de la nouvelle marque de luxe de Honda, Acura. Elle est disponible en trois carrosseries : une berline 5 portes, une berline 4 portes et un coupé avec un unique moteur pour les trois, un quatre-cylindres seize soupapes, 1,6 L DOHC.
Dans la plupart des pays européens, seule la carrosserie 5 portes est disponible et elle prend la succession de la berline Quint au succès précaire. D'ailleurs, en Europe, seul le 1,5 L à carburateur est disponible sauf pour le Royaume-Uni qui eut l'exclusivité européenne des deux moteurs. Par rapport aux modèles américains, l'équipement des Integra européennes est relativement pauvre où il existe deux finitions (LX et EX). Le niveau d'équipement comprend des pare-chocs couleur carrosserie, un verrouillage centralisé, des vitres électriques et l'air conditionné. La finition EX ajoute les pare-chocs intégralement peints, le toit-ouvrant, un aileron à l'arrière et un système radio stéréo Hi-Fi. Les versions européennes ne dispose pas de vitres électriques, de l'air conditionné et du verrouillage centralisé au contraire de ses concurrentes européennes de l'époque comme les Peugeot 309 1.6 Injection et Renault 11 Turbo. Pourtant, cette première génération d'Integra n'a pas connu le succès en Europe comme aux États-Unis, malgré des jugements positifs de la part des journaux spécialisés pour son design et son comportement routier.
En Australie, la voiture est rebadgée Rover 416i. La Honda Integra reste étroitement dérivée de la Civic en plus moderne bien qu'elle soit plus chère qu'une Honda CRX qui est la vraie sportive compacte proposée par Honda. Les modèles 1988-1989 reçoivent quelques changements stylistiques comme de nouveaux feux clignotants blancs, une climatisation améliorée ainsi que de nouveaux compteurs. En Europe, l'Integra est remplacée par la Concerto en 1989.
L'Acura Integra 1re  génération est fabriquée au Japon. On estime à 217 445, le nombre d'exemplaires commercialisés en Amérique du Nord.

### Galerie

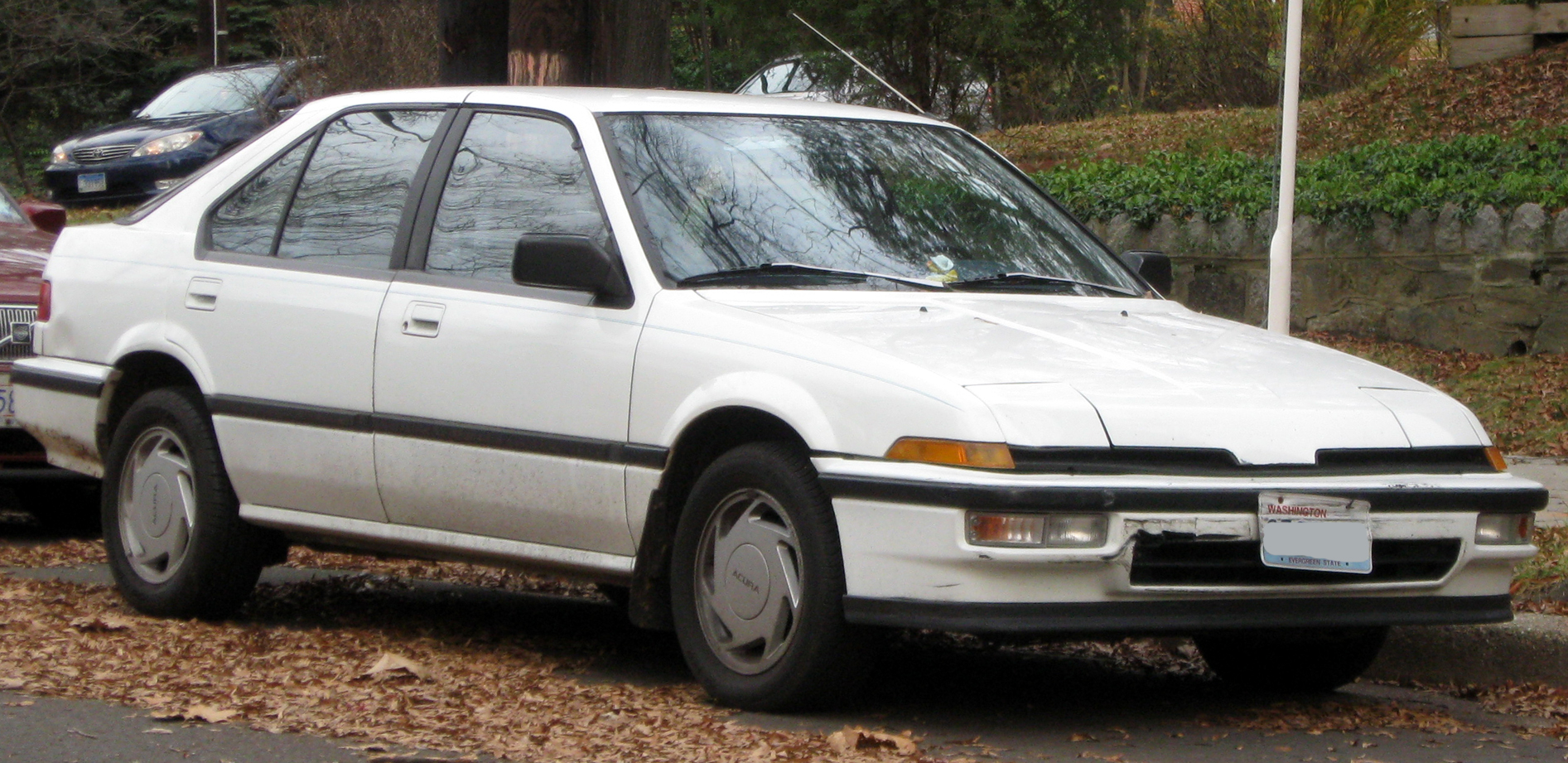
Acura Integra 4 portes
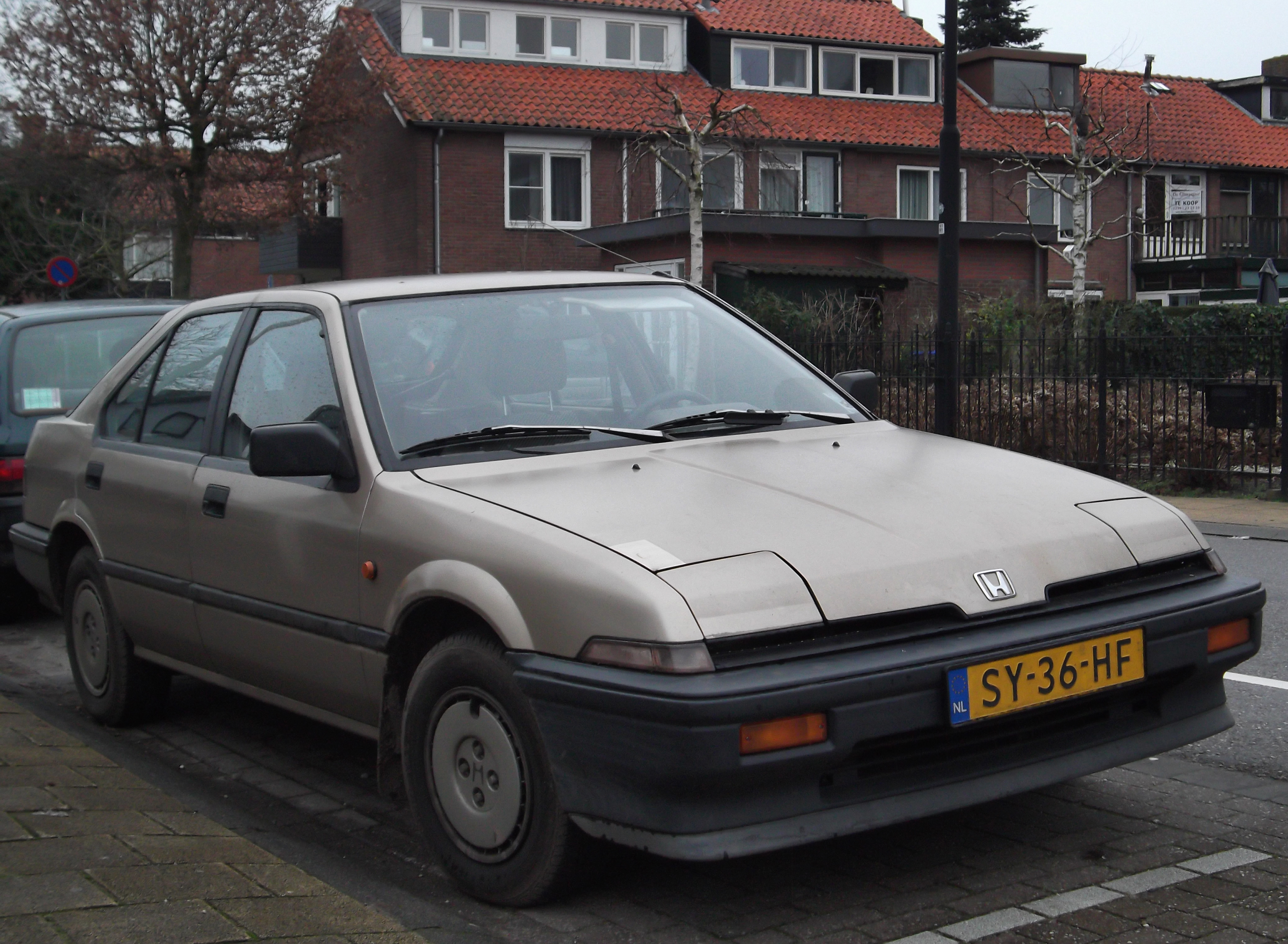
Honda Integra
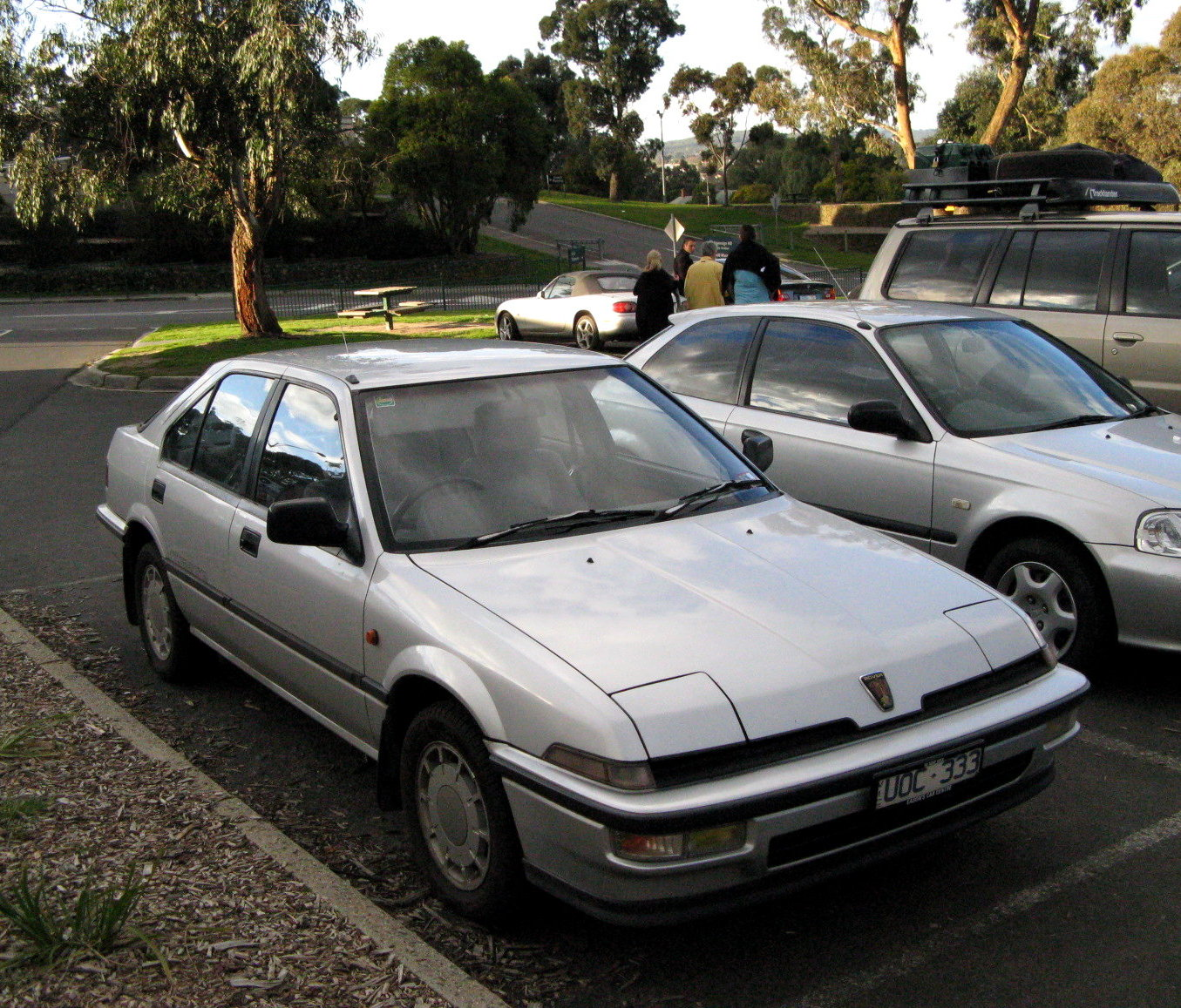
Rover 416i

## 2egénération(1989-1993)

### DA5-DA9, DB1-DB2
Cette seconde génération d'Integra porte le nom de code interne E-DA. Il s'agit d'un véhicule très important dans l'histoire d'Honda car c'est ce modèle qui inaugure le moteur V-TEC. La première Honda V-TEC est une finition RSi/XSi.

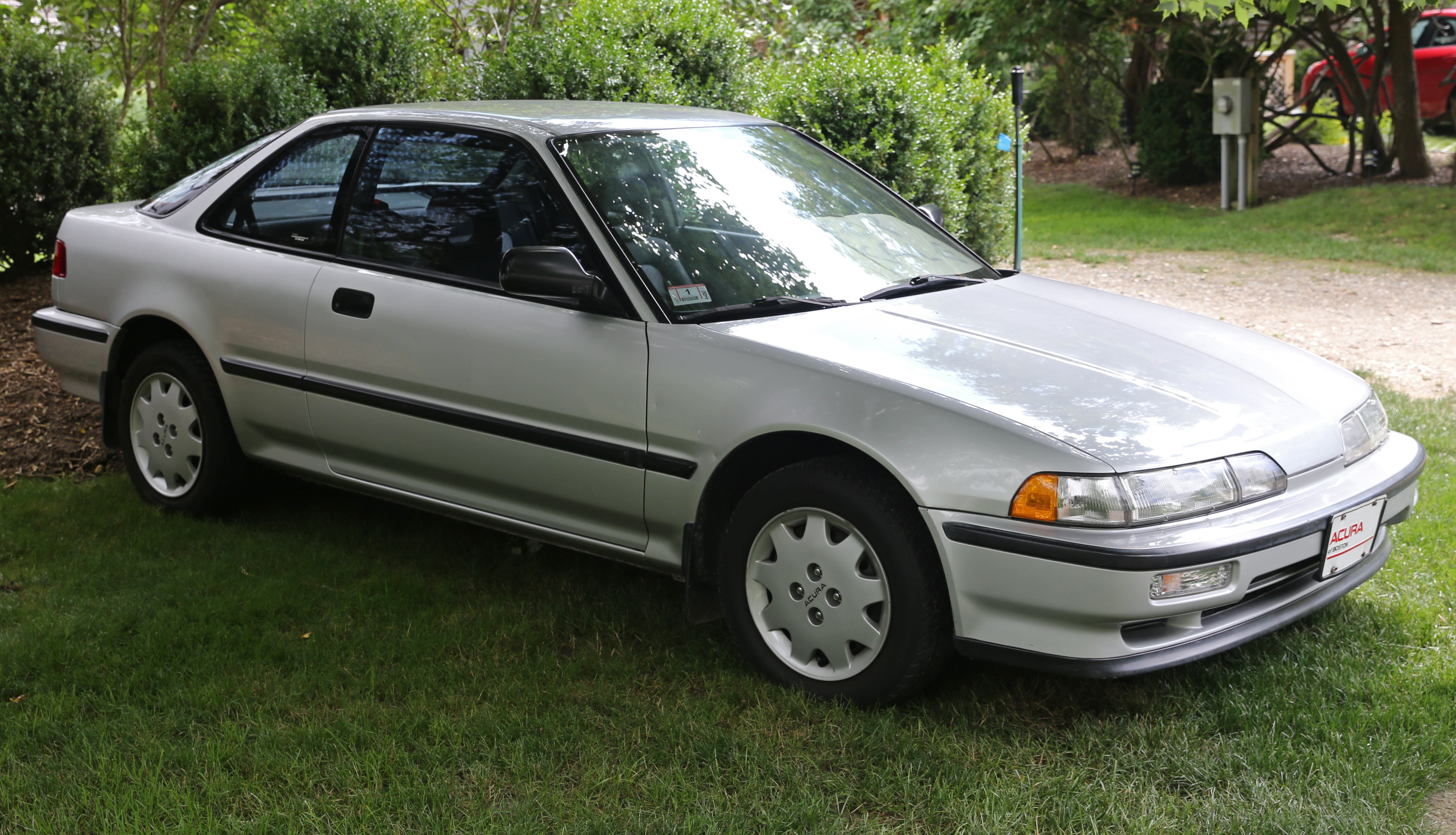
Acura Integra RS 3 portes.

Il existe deux versions chapeautant la gamme DOHC V-TEC : la RSi et la XSi. La RSi est le modèle de base sans option et la XSi la toute-option avec climatisation, toit-ouvrant et ABS. Heureusement, il existe des moteurs plus populaires dans la gamme comme les modèles PGM-FI (système d'injection électronique) ou alors les SOHC avec un simple arbre à cames en tête. Sur le même schéma que les V-TEC, les SOHC sont découpés en deux versions, une base et une haut de gamme : RX/RXi et ZX/ZXi.
En 1991, la gamme reçoit quelques changements mineurs. Le 1.6L V-TEC voit sa puissance passée à 160 ch. C'est aussi l'arrivée du premier moteur 1.8L sous le capot de l'Integra. Ce 1.8L DOHC (sans V-TEC) fut utilisé sur la version ESi développant 140 ch et possédait en option un différentiel à glissement limité.
Une autre nouveauté est l'apparition d'une ceinture de sécurité trois points à enrouleur automatique dont la fixation se trouve entre les vitres latérales du véhicule. Malgré tout, ce modèle n'était pas assez sûr pour les ingénieurs, le modèle manuel fut ajouté. La voiture bénéficie aussi de vitres sans encadrement.

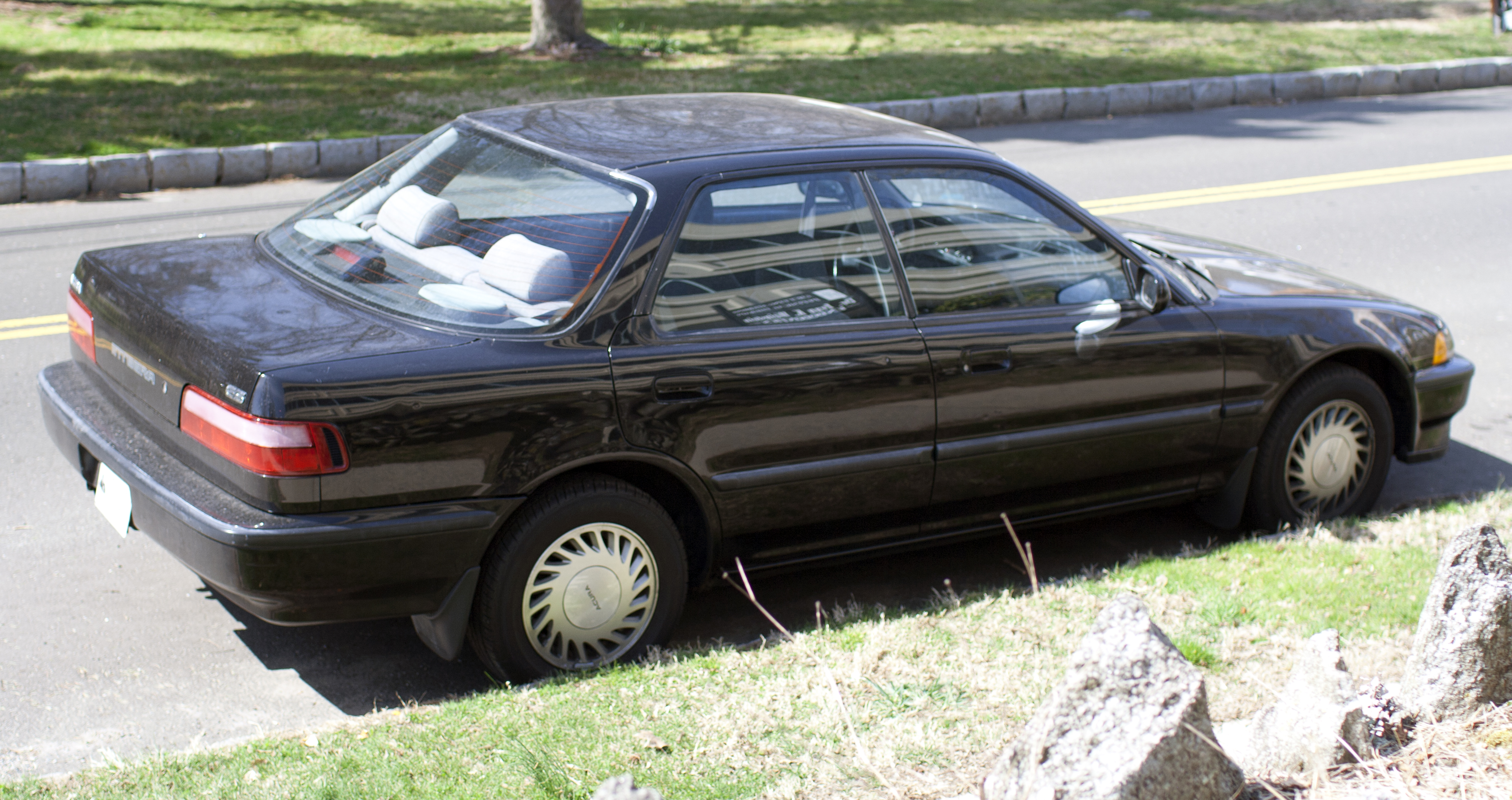
Acura Integra 4 portes.

## 3egénération(1993-2001)

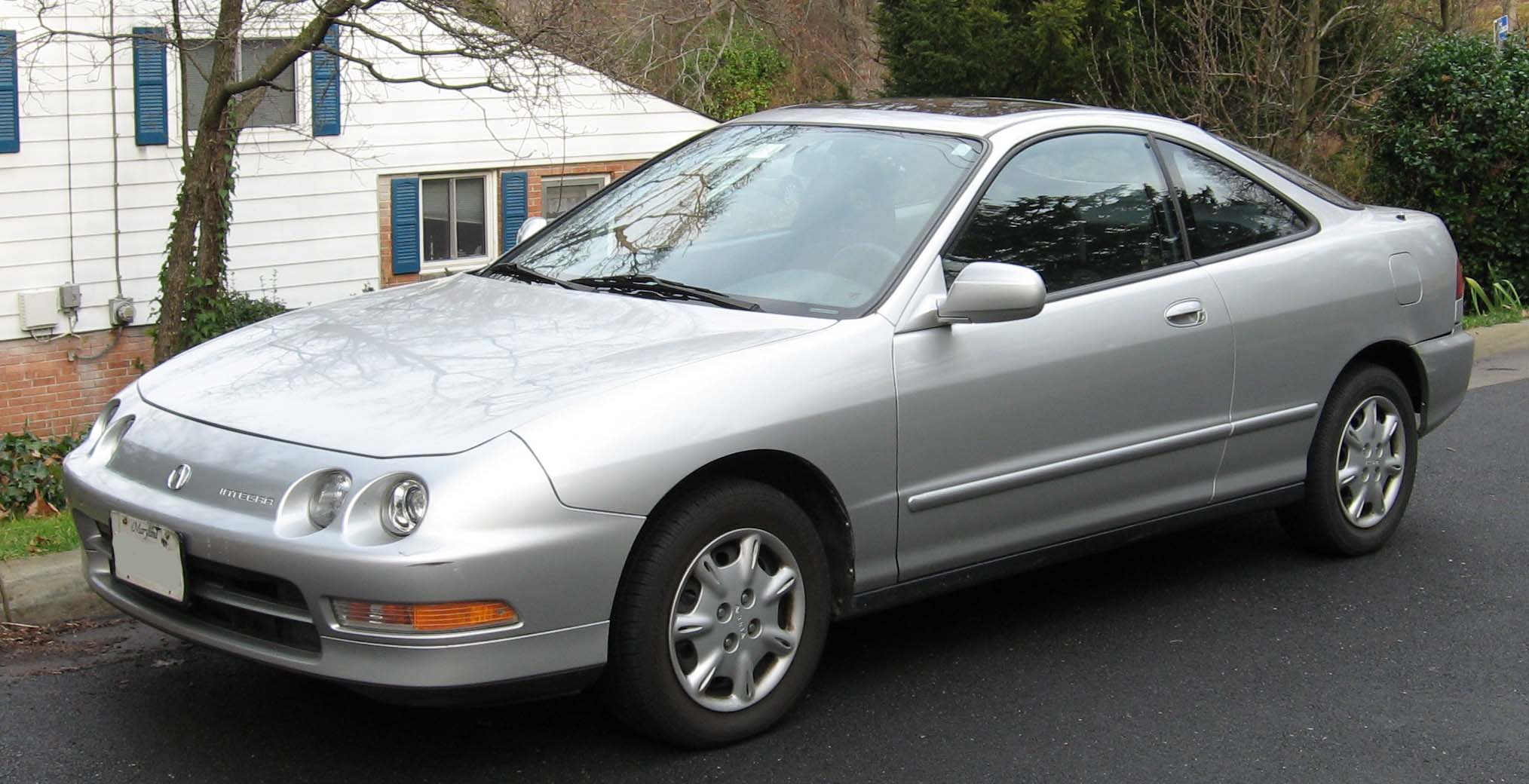
Acura Integra de 1996

Honda a lancé la troisième génération de modèle Integra en 1993 au Japon. Acura a suivi en 1994. La puissance standard du moteur B18B a augmenté à 142 ch (105,9 kW) et le modèle GS-R a reçu le moteur B18C1 VTEC, équipé d'un double collecteur d'admission et une augmentation des déplacements (en comparaison de l'Integra de seconde génération) de 1,7 litre à 1,8 litre, ce qui porte la puissance à 180 ch (134,2 kW).
En 1998, Honda redessina l'Integra après que la nouvelle Integra Type-R fut sortie. Au Japon, les phares ronds, dont il a été montré qu'ils étaient impopulaires, ont été remplacés par des phares plus conventionnels ; en dehors du Japon, il a une version légèrement modifiée des quatre phares avant.
Un modèle Type-R a été ajouté pour le modèle de l'année 1995 au Japon et en 1997 dans d'autres marchés, montrant une variante personnalisée et finie à la main du moteur de la GS-R. Le JDM B18C type-R (B18C5 pour l'USDM) équipant la Type-R produit 197 ch (146,9 kW). La Type R est encore entravée par certaines critiques, son couple maximal de sortie de seulement 180 N m à 7 500 tr/min signifie que le moteur aurait à être revu pour obtenir de meilleures performances.

## 5egénération (2022-)
Dans le but d'attirer une nouvelle clientèle plus jeune et plus dynamique, Acura annonce en 2021 que l'Integra fera son grand retour sur le marché nord-américain en 2022. Après beaucoup de spéculations sur un coupé proche du design de la Acura RSX, c'est une berline qui est finalement présentée. La présentation est désignée comme un échec par la presse spécialisée et l’accueil du public est glacial. De plus, il est annoncé que seule la berline est prévue et que c'est la boite automatique qui sera proposée de base. L'option pour la boite manuelle ne sera disponible que sur la version "A-Spec", la plus chère de la gamme. Finalement, malgré les critiques dues à son héritage plus qu'à sa réelle performance, elle est élue « North American Car of the Year 2023 » (voiture nord-américaine de l'année).

### Caractéristiques techniques
Techniquement la voiture repose sur la plateforme technique de la Honda Civic SI de 11e génération. Ce n'est qu'un redesign sur base de Civic à l'image de ce que Honda et Acura font déjà depuis la Acura RSX et ont continué de faire pour la Acura EL, la Acura CSX et la Acura ILX qui sont ses devancières.
Elle est équipée du même 1.5l VTEC turbocompressé de 200ch et 192lb-pi de couple. Le turbo est disponible dès 1800tr/min. Trois modes de conduite sont proposés.
En 2023, Acura annonce qu'une version Type-S arrivera et disposera du 2.0 VTEC turbocompressé de la Honda Civic Type-R sur laquelle elle se base. Elle aura un accroissement de puissance de cinq chevaux pour un total de 320.

Cette nouvelle version de Integra se caractérise par l'adoption de technologies plus modernes, comme la tablette sur le tableau de bord incluant Android Auto et Apple CarPlay.

## Culture populaire

### Jeux vidéo
L'Integra est jouable dans les jeux suivants (entre parenthèses est indiquée l'année du modèle) :
- Fast and Furious Adrenaline (1995)
- The Fast and the Furious (1997)
- Ondarun (1998)
- Need for Speed: Underground (2003)
- Fast and Furious Legacy (2001)
- Fast and Furious 6: The Game (2001)
- Gran Turismo 6 (2013)
- Gran Turismo 5 (2010)
- Gran Turismo 4 (2004)
- Gran Turismo 3: A-Spec (2001)
- Gran Turismo (2001)
- Forza Motorsport (2005)
- Forza Motorsport 2 (2007)
- Forza Motorsport 3 (2009)
- Forza Motorsport 4 (2011)
- Forza Motorsport 5 (2013)
- Forza Motorsport 6 (2015)
- Forza Horizon 2 (2014)
- Forza Horizon 3 (2016)
- Forza Horizon 4 (2018)
- Need for Speed: ProStreet (2001)
- Juiced 2: Hot Import Nights
- Juiced: Eliminator
- Juiced
- Auto Modellista

### Films et séries TV
- Masters of Menace (1988)
- Piège en forêt (1990)
- Redwoods (1991)
- Try Seventeen (1992)
- Nowhere (1993)
- Fast and Furious (1994, 1996)
- The Flying Car (1994)
- Saint John of Las Vegas (1994)
- Suckers (1994)